# Auchinleck
Auchinleck (Achadh nan Leac in lingua gaelica irlandese) è una località della Scozia, situata nell'area di consiglio di Ayrshire Orientale.